# Himatione fraithii
Himatione fraithii je vyhynulý druh šatovníka, který náležel do rodu Himatione. Vyskytoval se na ostrově Laysan.

## Taxonomie
České jméno pro tento druh neexistuje, v angličtině se pro něj užívá pojmenování „Laysan Honeycreeper”, „Laysan Honeyeater”, „Laysan ‘Apapane” a „Laysan Akakani”. Himatione fraithii se řadil do čeledi pěnkavovití (Fringillidae) a rodu Himatione. Byl to takzvaný monotypický taxon, nerozlišovaly se tedy žádné jeho poddruhy. Poprvé jej popsal Lionel Walter Rothschild roku 1892 v periodiku Annals and Magazine of Natural History. Exempláře tohoto šatovníka získal o rok dříve od Henryho Palmera, který pracoval v jeho službách coby sběratel ptáků. Barion Rothschild ptákovi přiřkl původní vědecké jméno Himatione freethii (na počest kapitána Freetha, který na ostrově těžil guáno). Nějakou dobu byl tento pták veden coby poddruh šatovníka karmínového (Himatione sanguinea), ale vzhledem k odlišnostem ve stavbě těla i chování byl povýšen na samostatný druh.

## Popis
Himatione fraithii byl zbarven především odstíny oranžově a šarlatové, které se vyvinuly na prsou, hřbetu i hlavě, pouze spodek břicha byl zabarven bělavou či šedou barvou a křídla s ocasem byly tmavé. Temně zbarvené byly taktéž končetiny. Mladí ptáci měli barvu převážně hnědou. Od šatovníka karmínového se šatovník Himatione fraithii lišil jinak tvarovaným zobákem, který byl navíc kratší.
Šatovník Himatione fraithii měřil asi 13 cm.

## Biologie
Šatovník Himatione fraithii žil pouze na ostrově Laysan, který tvoří součást Havajských ostrovů. Tento korálový atol je vzdálen asi 1 500 km severozápadně od Honolulu. Má rozlohu 1,6×2,4 km, nadmořská výška činí jen 7,5 metrů. Uprostřed ostrova se nachází laguna a ve vegetaci okolo ní žilo největší množství těchto šatovníků. Obývali ale celý ostrov. Živili se nektarem z některých kvetoucích rostlin (Sesuvium portulacastrum, Portulaca molokiniensis), ale též bezobratlými živočichy. Často též vyhledávali vodu. Rothschild o nich píše: „Jsou velmi aktivní, poletují v křoviscích. Většinou se živí drobným hmyzem, také jsem si všiml, že sají nektar z květů.” Hnízdo si tento druh stavěl z trav a kořínků ve vegetaci. Bylo hluboké asi 4,2 cm a široké téměř 7 cm. Samička do něj nakladla 1 až 5 vajec. Roku 1902 byla vajíčka nalezena v hnízdech od poloviny května. Během doby rozmnožování se šatovníci ozývali zpěvem.

## Vyhynutí
Už baron Rothschild uváděl, že šatovník Himatione fraithii byl nejvzácnějším ptákem ostrova. V 90. letech 19. století se sem vydala společnost na těžbu guána a časem vše prodala Maxi Schlemmerovi, který tuto těžební akci vedl. Ten byl přezdíván „králem Laysanu”. Na ostrov vysadil na začátku 20. století nepůvodní králíky, kteří měli sloužit coby zdroj masa. Králící se však na ostrově namnožili a téměř zničili původní vegetaci. Roku 1911 přežívalo asi 300 šatovníků Himatione fraithii; o 12 let později už ale pouze tři. Tyto zbývající ptáky poté zahubila písečná bouře. Ještě několik dní před tím se podařilo členům expedice USS Tanager zachytit na film zpívajícího samce.